# Vallnord

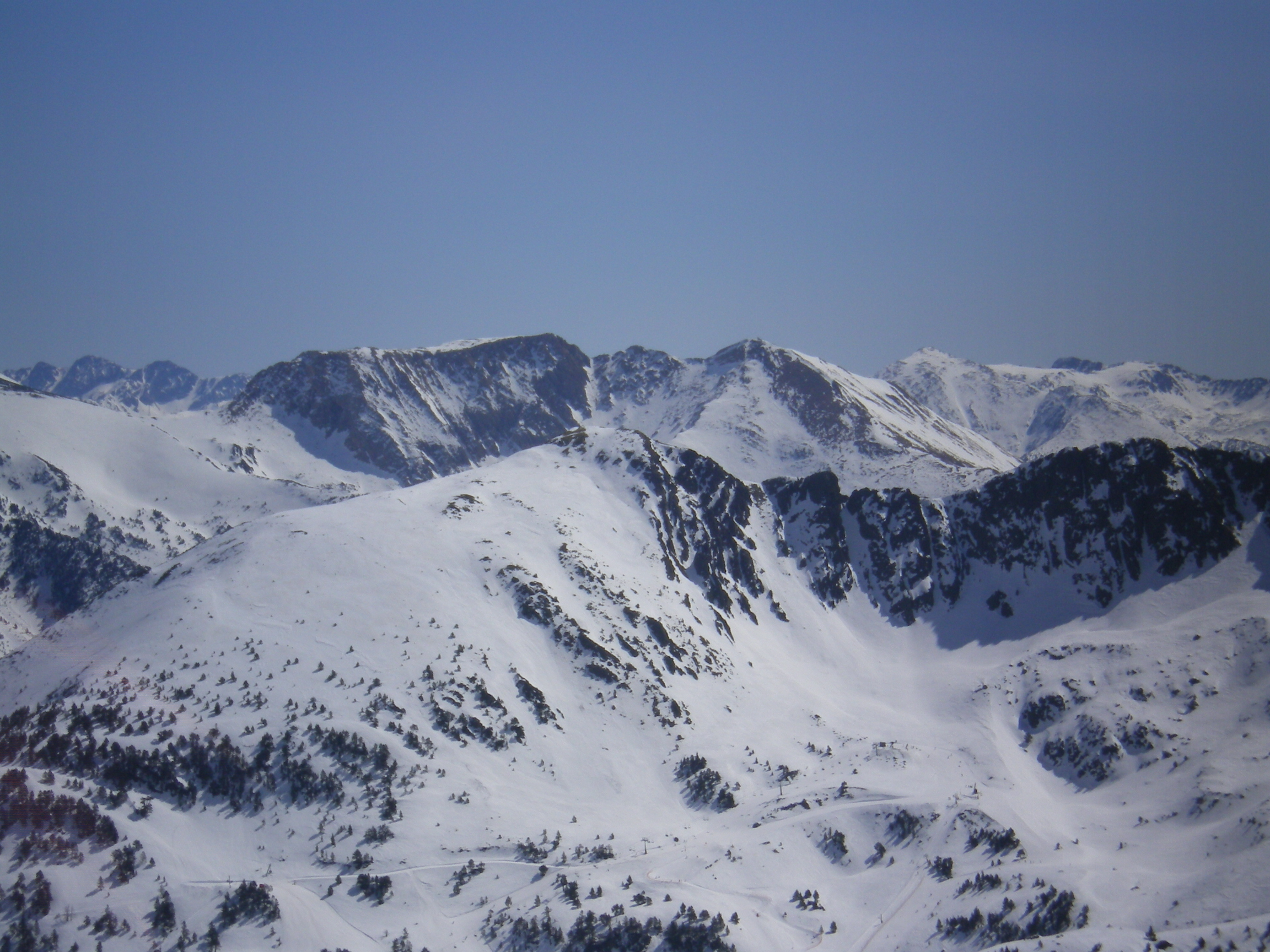
Le montagne della stazione sciistica viste dalla pista Ordino-Arcalis

Vallnord è una stazione sciistica del principato di Andorra, nel massiccio dei Pirenei. Vallnord può accogliere fino a 48.210 persone all'ora. Ha 66 piste che, in totale, sono lunghe circa 89 km tra cui: 7 piste nere, 27 rosse, 22 azzurre e 10 verdi. L'altitudine va da 1.950 a 2.560 m s.l.m.

## Storia
Fu creata nel 1973 da Josep Serra ma per motivi finanziari fu ceduta alla Parrocchia di La Massana. Nel 1983, un'iniziativa pubblica diede alla luce le piste di Pal e Ordino-Arcalís. Josep Serra è quindi il primo a pubblicizzare la propria stazione, che attira le scuole e soprattutto i turisti britannici ed irlandesi.